# Житомирская армейская группа
Житомирская армейская группа (ЖАГ) — это воинское соединение Красной армии Советских Вооружённых Сил СССР.

## История
1938 год
26 июля Главный Военный совет Красной Армии принял постановление преобразовать Киевский военный округ в Киевский Особый военный округ (далее КОВО), а в округе создать группы армейского типа.
26 июля управление армейской группы формировалось на базе управления 8-го стрелкового корпуса в г. Житомире. Житомирская группа являлась объединением армейского типа, состоявшим из соединений и частей стрелковых, танковых войск и войск обеспечения, учреждений и заведений, дислоцировавшиеся на территории Житомирской, Киевской и Черниговской областей. Формирование управления армейской группы должно было закончиться к 1 сентября.
Киевская область в то время включала населённые пункты: Чернобыль, Дымер, Высшее-Дубечня, Ирпень, Киев, Березань, Васильков, Фастов, Обухов, Переяслав, Белая Церковь, Кагарлык, Канев, Сквира, Мироновка, Тараща, Богуслав, Ставище, Корсунь, Черкассы, Жашков, Звенигородка, Смела, Тальное, Шпола, Умань, Черниговская область — Гремяч, Середина-Буда, Семёновка, Добрянка, Новгород-Северский, Городня, Пироговка, Шостка, Репки, Щорс, Корюковка, Глухов, Любеч, Неданчичи, Чернигов, Мена, Короп, Кролевец, Куликовка, Борана, Конотоп, Путивль, Бахмач, Остёр, Нежин, Дмитриевка, Кобыжча, Ичня, Ромны, Н.Бахань, Прилуки, Яблоновка, Житомирская область — Остки (граница), Словечно, Овруч (север), Олевск (граница), Лугины, Коростень, Малин (восток), Новоград-Волынский (граница), Черняхов, Радомышль (восток), Дзержинск, Житомир, Коростышев (восток), Чуднов, Попельня (восток), Янушполь (юг), Бердичев (юг).
Новое управление 8-го стрелкового корпуса разворачивалось из кадра, содержащегося по дополнительному штату № 4/870, при 8-м ск. Новое управление 8-го ск комплектовалось по штату № 4/800 с дополнительным штатом № 4/870. Срок окончания развёртывания 1 октября 1938 г. Место расположения управления прежнее — г. Житомир.
С 20 сентября по октябрь 1938 года для оказания помощи Чехословакии войска группы по директиве народного комиссара обороны Маршала Советского Союза К. Е. Ворошилова находились в боевой готовности в районе западнее г. Новоград-Волынского.
В составе группы в Киевском гарнизоне располагалось Управление Киевского Особого военного округа, Киевское пехотное военное училище, Киевское артиллерийское военное училище, Киевское объединённое военное училище командиров РККА имени С. С. Каменева, Киевское кавалерийское военное училище, Киевское военно-политическое военное училище, Киевское военное училище связи имени М. И. Калинина, 36-я легкотанковая бригада, 4-я отдельная тяжёлая танковая бригада, в области — 81-я стрелковая дивизия 8-го ск,,, 1-й Киевский укреплённый район, 62-я Туркестанская стрелковая дивизия. Управление дивизии в г. Белая Церковь, в Черниговском гарнизоне — 15-й стрелковый корпус,,, 7-я Черниговская дважды Краснознамённая, ордена Трудового Красного Знамени сд имени М. В. Фрунзе 15-го ск,, в области — 87-я стрелковая дивизия в г. Белокоровичи, 60-я Кавказская сд им. Стёпина 15-го ск в г. Овруч (30 км к северу от г. Коростень, в 2012 г. Житомирской области),, 46-я стрелковая дивизия 15-го ск в г. Коростень. (в 2012 г. Житомирской области).,, 5-й Коростеньский укреплённый район, 24-я легкотанковая бригада (бывшая 12-я механизированная бригада) в г. Новоград-Волынске. Бригада на быстроходных лёгких танках БТ, 14-я кавалерийская дивизия Коминтерна молодёжи Краснознамённая кавалерийская дивизия им. Пархоменко 2-го кавалерийского корпуса в г. Новоград-Волынске,, 45-я стрелковая дивизия 8-го стрелкового корпуса., Новоград-Волынский укреплённый район был в составе 45-й сд, в Житомирском гарнизонеуправление 8-й стрелковый корпус,, 44-я стрелковая дивизия 8-го ск,, 5-й легкотанковый полк,, в области — в области — 25-й танковый корпус с управлением корпуса в г. Бердичеве,. На территории армейской группы находился 2-го кавалерийского корпуса имени СНК УССР Кавалерийской армейской группы. Управление в г. Житомир. Корпус состоял из 3-й кд, 5-й кд, 14-й кд.,
1 сентября Советское правительство, видя бесплодность дипломатических шагов по организации коллективного отпора германскому агрессору, принимает ряд мер военного характера в интересах оказания помощи Чехословакии в соответствии с заключённым в 1935 году договором. Эти меры охватывают и Киевский особый военный округ. В сентябре войска ЖАГ в срочном порядке пополняются личным составом, боевой техникой, боеприпасами и горючим.
К 23 сентября войска ЖАГ выведены в район г. Новоград-Волынск в составе: 15-й стрелковый корпус и 8-й стрелковый корпус (7-я стрелковая дивизия, 44-я стрелковая дивизия, 45-я стрелковая дивизия, 46-я стрелковая дивизия, 60-я стрелковая дивизия, 81-я стрелковая дивизия и 87-я стрелковая дивизия). Войска накапливались в Новоград-Волынском укреплённом районе. 25-й танковый корпус убыл в состав Винницкой армейской группы. Войска армейской группы находились в боевой готовности вблизи государственной границы СССР до октября. После захвата Германией Судетской области Чехословакии боевая готовность была отменена.
В сентябре 5-й отдельный легкотанковый полк находился в Житомире и имел на вооружении лёгкие танки Т-26, БТ-5, БТ-2.
1939 год
31 марта 5-я тяжёлая танковая бригада (с 1939 14-я тяжёлая танковая бригада) передана из Харьковского ВО в состав КОВО и передислоцирована в г. Житомир. На вооружении бригада мела тяжёлые танки прорыва Т-35А и средние танки Т-28. Командир бригады полковник А. Г. Поликарпов. 5-й олтп в 1939 развёрнут в 49-ю легкотанковую бригаду. Командир бригады полковник К. Ю. Андреев. Бригада имела на вооружении быстроходные лёгкие танки БТ, дислоцировалась в г. Житомире.
К 15 мая несколько увеличилась численность личного состава в стрелковых дивизиях: в 60-й сд (г. Овруч), 87-й сд (г. Белокоровичи), 46-й сд (г. Коростень), 45-й сд (г. Новоград-Волынский), 44-й сд (г. Житомир) до 6500 чел., в 7-й сд (г. Чернигов), 62-я сд (г. Белая Церковь), 81-я сд до 5220 чел.
15 августа Нарком обороны СССР Маршал Советского Союза К. Е. Ворошилов издал директиву № 4/2/48611 Военному совету округа об организационных мероприятиях в сухопутных войсках с 25 августа по 1 декабря 1939 г. — переводе кадровых стрелковых дивизии на новый штат в 8900 человек и развертывании стрелковых дивизий тройного развёртывания в стрелковые дивизии по 6 000 человек и формировании управлений стрелковых корпусов.,
25 августа Народный комиссариат обороны во второй половине года планировал увеличить численность войск укреплённых районов путём формирования новых подразделений. В Коростеньском Уре планировалось сформировать 92-й отдельный пулемётный батальон 5-ти ротного состава численностью 554 человека, сформировать двадцать один отдельный взвод капонирной артиллерии общей численность 231 человек.
В Новоград-Волынском УРе планировалось сформировать 70-й отдельный пулемётный батальон 1-го типа 4-х ротного состава с двумя отделениями противотанковых орудий численностью 541 человек, сформировать пять взводов капонирной артиллерии общей численностью 55 человек. В 46-й сд скадрировать третьи стрелковые батальоны в трёх стрелковых полках, оставив вместо них кадры по 22 человека общей численностью 729 человек. Управление дивизии в г. Коростень. В 44-й сд скадрировать третьи стрелковые батальоны в трёх стрелковых полках, оставив вместо них кадры по 22 человека общей численностью 729 человек. Управление дивизии в г. Житомир. В 60-й сд скадрировать третьи стрелковые батальоны в трёх стрелковых полках, оставив вместо них кадры по 22 человека общей численностью 729 человек. Управление дивизии — г. Овруч. В ЖАГ началось формирование новых управлений стрелковых корпусов, перевод кадровых стрелковых дивизий на новый штат и развёртывание дивизий.
- 7-я стрелковая дивизия. Командование дивизии формировало новую 7-ю сд в г. Чернигове, а также 130-ю в г. Прилуки Черниговской области, 131-ю сд в г. Бердичеве Житомирской области.[25],[22],[23]
- 58-я стрелковая дивизия. Командование дивизии формировало новую 58-ю сд в г. Черкассы, а также 140-ю в г. Умани Киевской области, 146-ю сд в г. Виннице Винницкой области.[22],[23]
- 62-я стрелковая дивизия.[22],[23]

Командование дивизии формировало новую 62-ю сд в г. Черкассы, а также 187-ю в г. Белой Церкви Киевской области.
К сентябрю 46-я сд убыла из состава ЖАГ и уже находилась в Забайкальском военном округе.
1 сентября началась германо-польская война.
2 сентября в связи с началом германо-польской войны с 20.00 на советско-польской границе был введён режим усиленной пограничной охраны.
4 сентября с позволения Совета Народных Комиссаров СССР Народный комиссар обороны СССР отдал приказ о задержке увольнения в запас отслуживших срочную службу красноармейцев и сержантов на 1 месяц и призыв на учебные сборы военнообязанных запаса в КОВО.
К 4 сентября ещё увеличилась численность личного состава. ЖАГ состояла:
- 60-я сд — 8750 чел.[9] Управление в г. Овруч. Дивизия в своём составе имела …, 194, 224-й сп.[25]
- 87-я сд — 8750 чел.[9] Управление в г. Белокоровичи. Дивизия в своём составе имела 16, 96, 283-й сп.[25]
- 45-я сд — 8750 чел.[9] Управление в г. Новоград-Волынский. Состав: 10, 61, 253-й сп.[25]
- 44-я сд — 8750 чел.[9], г. Житомир. Состав: …, 194, 224-й сп.[25]
- 7-я сд формирования 1939 г. имела численность 5850 чел.[9] Управление в г. Чернигов. Состав 12, 27, 300-й сп.[25]
- 62-я сд — 5850 чел.[9] Управление в г. Белая Церковь. Состав: …, 104, 123-й сп.[25]
- 81-я сд — 5850 чел.[9] Состав …, …, 202-й сп.[25]
- 130-я сд.[25]
- 131-я сд.[25]
- 4-я тяжёлая танковая бригада переименована в 10-ю тяжёлую танковую бригаду. Дислоцировалась в г. Киеве.

5 сентября в соответствии с постановлением СНК СССР № 1348—268сс от 2 сентября 1939 начался очередной призыв на действительную военную службу по 1 тыс. человек для каждой вновь формируемой дивизии, в том числе и в КОВО, в т.ч и в ЖАГ.
6 сентября около 24.00 Народный комиссар обороны СССР прислал командующему войсками КОВО командарму 1-го ранга С. К. Тимошенко директиву о проведении в округе «Больших учебных сборов» (далее БУС), то есть скрытой частичной мобилизацией.
7 сентября в ЖАГ начались мобилизационные мероприятия под названием «Большие учебные сборы».
11 сентября КОВО выделил управление Украинского фронта и войска, вошедшие в него. Командующим войсками фронта назначен командарм 1-го ранга С. К. Тимошенко.,
14 сентября Военный совет КОВО получил директиву Народного комиссара обороны СССР Маршала Советского Союза К. Е. Ворошилова и Начальника Генерального штаба РККА командарма 1-го ранга Б. М. Шапошникова за № 16634 «О начале наступления против Польши». Готовность к выполнению задачи к вечеру 16 сентября. Директивой определялось переименование Житомирской армейской группы в Шепетовскую группу, назначался командующий группой — командующий Житомирской армейской группой комдив тов. Советников, определялся состав войск на главном направлении, на левом фланге: управление 8-го ск, 44—я, 45-я и 81-я сд, 36-я лтбр, 236-й и 233-й корпусные артполки, определялось место сосредоточения вышеперечисленных войск в районе г. Новоград-Волынск, г. Славута, г. Шепетовка, ставилась задача войскам левого фланга — наступать в направлении на г. Ровно, г. Луцк и к исходу «17» сентября овладеть районом г. Ровно, г. Дубно; к исходу «18» сентября овладеть районом г. Луцк, имея в виду в дальнейшем наступление на г. Владимир-Волынск, на правом фланге сосредоточивались войска в районе г. Олевск, м. Городница, м. Белокоровичи управление 15-го ск, 60-я и 87-я сд, ставилась задача войскам правого фланга — вести активные действия на г. Сарны. Войска группы должны были перейти в решительное наступление с переходом государственной границы на рассвете «17» сентября.,
15 сентября войска ЖАГ УФ в основном завершили мобилизацию и сосредоточение в исходных районах у советско-польской границы.
Из г. Новоград-Волынский Житомирской области убыла 24-я легкотанковая бригада, вооружённая 237 быстроходными лёгкими танками БТ, на территорию Каменец-Подольской области Винницкой армейской группы.
Из г. Киев Киевской области убывала 10-я тяжёлая танковая бригада, вооружённая средними танками Т-28, на территорию Каменец-Подольской области Винницкой армейской группы.
Из г. Житомир Житомирской области убыл 2-й кавалерийский корпус на территорию Каменец-Подольской области Винницкой армейской группы в район г. Волочиск.
16 сентября Житомирская армейская группа переименована в Шепетовскую армейскую группу, которая вошла в состав Украинского фронта.

## Полное название
Житомирская армейская группа

## Подчинение
- 26.07.1938-16.09.1939: Киевский Особый военный округ

## Командование
- Ф. Н. Ремезов, командующий войсками группы (23.07.1938 — 22.07.1939).
- И. Г. Советников, командующий войсками группы, комдив (июль — 16.09.1939).[1]
- П. А. Диброва, член Военного совета, бригадный комиссар (… — 16.09.1939).

## Состав
На 21.09.1938:
- Управление и корпусные части 15-го стрелкового корпуса.[1]
- Управление и корпусные части 8-го стрелкового корпуса[1]
- Управление и корпусные части 13-го стрелкового корпуса

- 7-я стрелковая дивизия.
- 44-я стрелковая дивизия.
- 45-я стрелковая дивизия. В составе этой дивизии был Новоград-Волынский укреплённый район.,
- 46-я стрелковая дивизия.
- 60-я Кавказская стрелковая дивизия.
- 62-я Туркестанская стрелковая дивизия.
- 81-я стрелковая дивизия.
- 87-я стрелковая дивизия.

- 25-й танковый корпус
- 3-я отдельная механизированная бригада
- 5-й отдельный легкотанковый полк
- 12-я механизированная бригада (31.07.38 г. переименована в 24-ю легкотанковую бригаду)
- 1-й Киевский укреплённый район
- Коростенский укреплённый район
- 4-я отдельная тяжёлая танковая бригада.[5]
- 58-я стрелковая дивизия

На сентябрь 1938:
- 15-й стрелковый корпус:

- 60-я стрелковая дивизия;
- 87-я стрелковая дивизия;

- 8-й стрелковый корпус:

- 44-я стрелковая дивизия;
- 45-я стрелковая дивизия. В составе этой дивизии был Новоград-Волынский укреплённый район;
- 81-я стрелковая дивизия.

- 36-я легкотанковая бригада (бывшая 3-я механизированная бригада).
- 5-й легкотанковый полк.
- 1-й Киевский укреплённый район.
- 5-й Коростенский укреплённый район.
- 24-я легкотанковая бригада.
- 4-я отдельная тяжёлая танковая бригада.
- Управление и корпусные части 13-го стрелкового корпуса
- 62-я стрелковая дивизия.

На сентябрь 1939:
- 15-й стрелковый корпус:

- 60-я стрелковая дивизия;
- 87-я стрелковая дивизия.

- 8-й стрелковый корпус:

- 44-я стрелковая дивизия;
- 45-я стрелковая дивизия. В составе этой дивизии был Новоград-Волынский укреплённый район до 17.09.1939 г.;
- 81-я стрелковая дивизия;

- 36-я легкотанковая бригада.
- 5-я отдельная тяжёлая танковая бригада (с 1939 14-я тяжёлая танковая бригада).
- 5-й легкотанковый полк.(5-й лтп в 1939 развёрнут в 49-ю легкотанковую бригаду.
- 5-й Коростенский укреплённый район.
- 10-я тяжёлая танковая бригада (бывшая 4-я тяжёлая танковая бригада).[5]
- Управление и корпусные части 13-го стрелкового корпуса
- 62-я стрелковая дивизия.